# John Lilburne

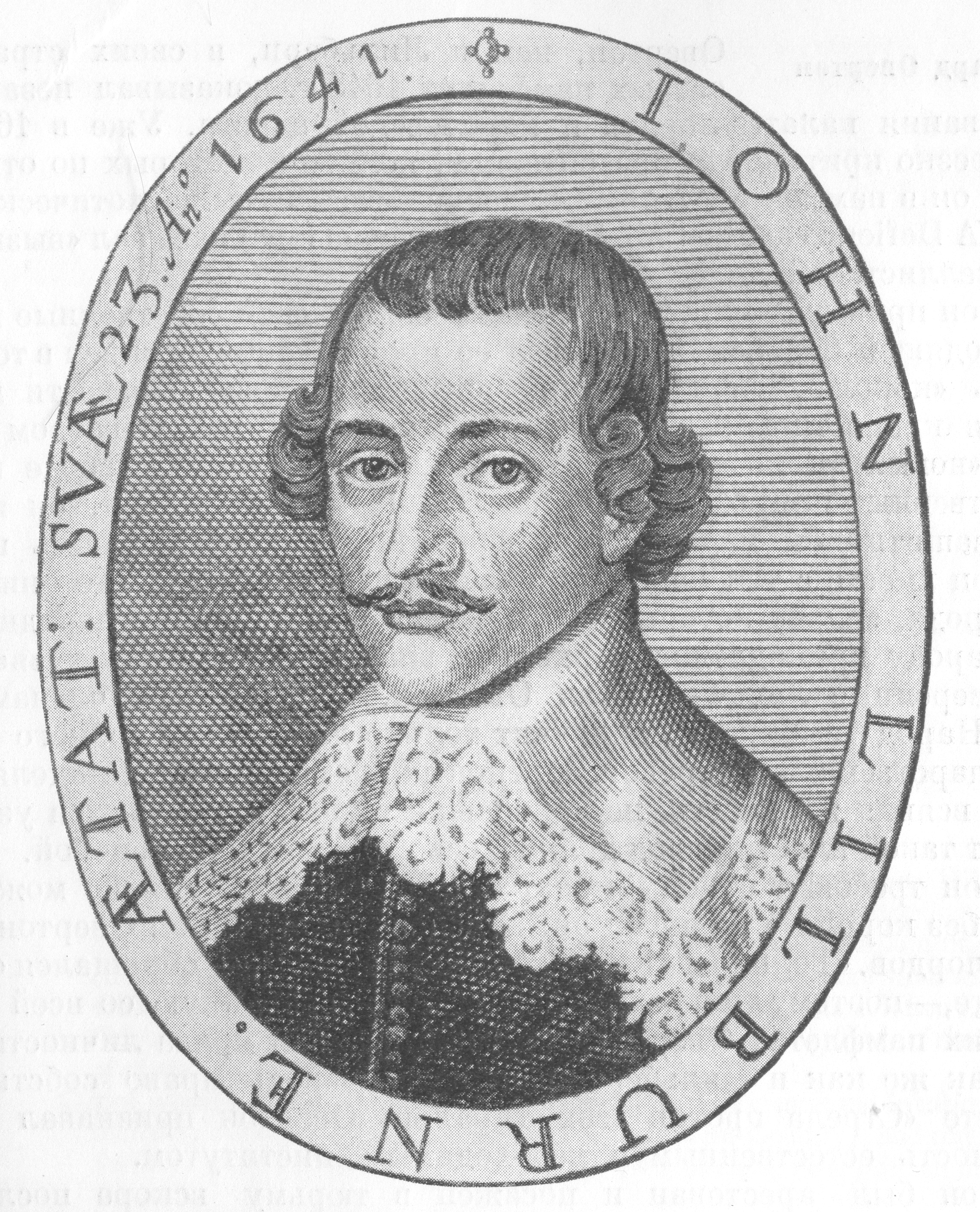
John Lilburne

John Lilburne (* um 1614; † 28. August 1657), auch bekannt als Freeborn John, war einer der bekanntesten Wortführer der radikaldemokratischen „Levellers“ im England des siebzehnten Jahrhunderts. Er ist der Bruder von Robert Lilburne.
Lilburne war ein Sohn des Richard Lilburne († 1657), Gutsherr von Thickley Punchardon bei Bishop Auckland im County Durham, aus dessen Ehe mit Margaret Hixon († 1619). Im Alter von 22 Jahren führte er puritanische Schriften aus Holland ein, was ihn in Konflikt mit der Zensur, namentlich der Worshipful Company of Stationers and Newspaper Makers brachte. Lilburne wurde inhaftiert und gefoltert. 1640 wurde er auf Antrag von Oliver Cromwell durch das Lange Parlament freigelassen.

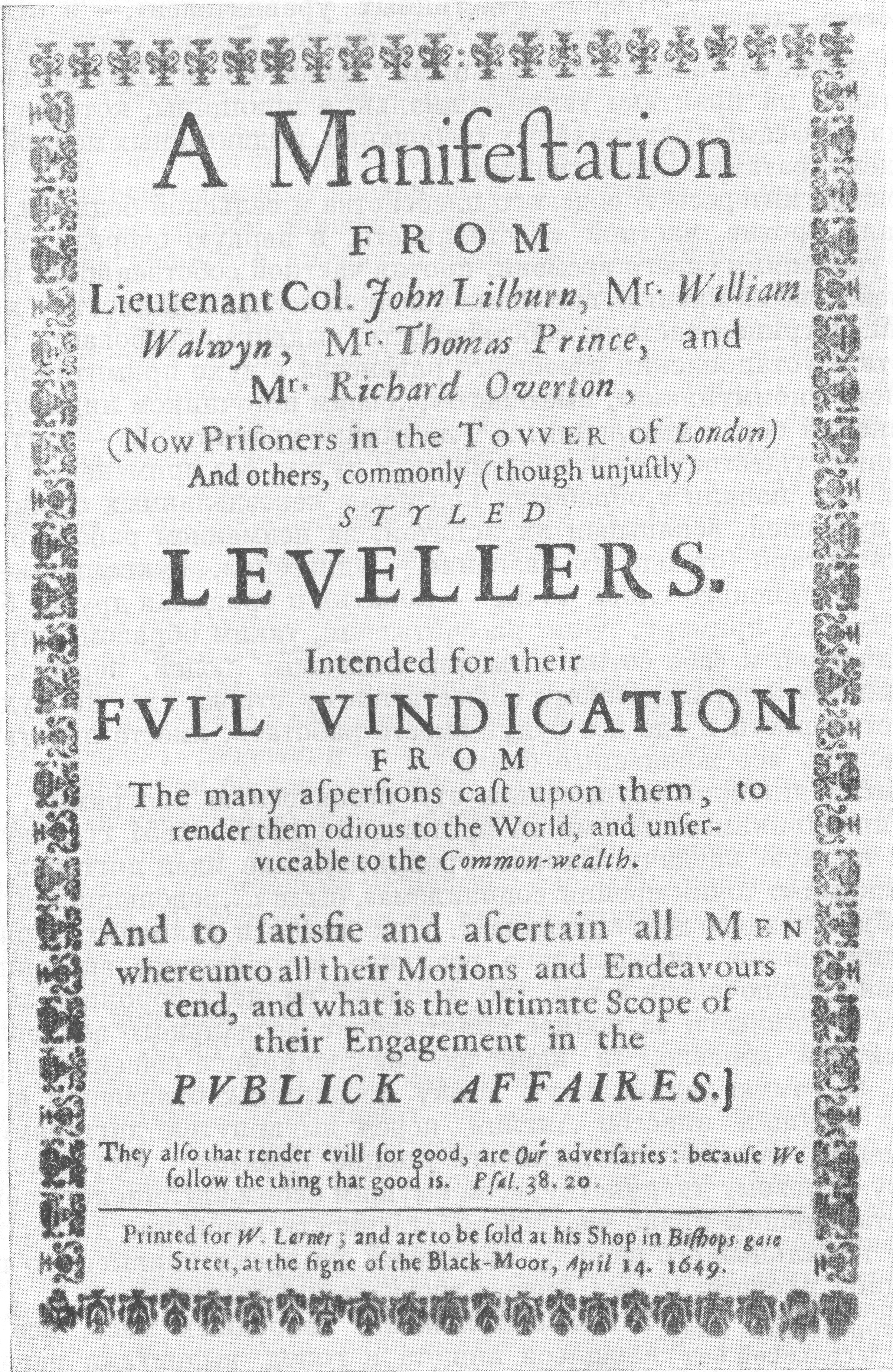
Das von John Lilburne verfasste Levellers Manifest

Im Englischen Bürgerkrieg kämpfte er als Offizier auf Seiten der Parlamentarier. 1645 verließ er die Armee, weil er den Friedensvertrag mit den schottischen Royalisten und vor allem die damit verbundene presbyterianische Kirchenordnung in England ablehnte. 
In der folgenden Zeit wurde er zum Wortführer der sogenannten „Levellers“, die für politische Gleichheit der englischen Bürger eintraten, die sogenannten „freeborn rights“. 1649 legte er einen auf diesem Prinzip beruhenden Verfassungsentwurf vor. Es folgten mehrere Verhaftungen, die zunächst jedoch immer nur kurz dauerten, da die Londoner Stadtbevölkerung sich für den populären Lilburne einsetzte und mit Aufständen drohte. 1652, nach der Niederschlagung der Leveller, wurde er verbannt. 1653 wurde er freigesprochen und kehrte nach England zurück, wo er dennoch für Jahre inhaftiert wurde; in dieser Zeit nahm er den Glauben der Quäker an.
Wegen schlechter Gesundheit wurde er 1657 entlassen; als Cromwell davon erfuhr, ordnete er an, ihn wieder zu inhaftieren, aber Lilburne war bereits verstorben.